# (179) Clitemnestra
(179) Clitemnestra és un asteroide que forma part del cinturó d'asteroides i va ser descobert per James Craig Watson des de l'observatori Detroit d'Ann Arbor, als Estats Units d'Amèrica, l'11 de novembre de 1877.
Està anomenat així per Clitemnestra, un personatge de la mitologia grega.
Klytaemnestra orbita a una distància mitjana del Sol de 2,972 ua, i pot apropar-se fins a 2,633 ua. Té una excentricitat de 0,1142 i una inclinació orbital de 7,815°. Completa una òrbita al voltant del Sol als 1.871 dies.